# Антитетон
Антитетон, синереза (от др.-греч. ἀντίθετον «противопоставление», συναίρεσις «сопоставление») — риторическая фигура речи, противопоставляющая две мысли, но не образующая мнимое противоречие, в отличие от антитезы. 

Например, противоречия не образуется, если противопоставляются не противоположные качества одного объекта, а качества двух различных объектов:
Голова у Ивана Ивановича похожа на редьку хвостом вниз; голова Ивана Никифоровича на редьку хвостом вверх. Н. В. Гоголь. Повесть о том, как поссорился Иван Иванович с Иваном Никифоровичем.
«Один из них был любезен в отдавании, другой — хитрый в принятии, этого все желали, того — избегали, чтобы он их не видел. Стыдливость этого была всем мила, бесстыдство того ему самому приятно, для других — горько».

Также противоречия не образуется, если второе противопоставляемое явление — следствие первого:
«[Христос] снизил себя, чтобы нас поднять. Подверг себя опасности, чтобы взять нас под защиту; был связан, чтобы избавить нас; был растерзан, чтобы нас обновить; проливал кровь, чтобы нас вылечить; висел на кресте, чтобы устранить самую лютую тиранию, что нас угнетала. Наконец желал смерти, чтобы приготовить для нас вечная во отца своего».

Впрочем, такое употребление термина антитетон не является единственным. Так, иногда антитетоном называют антитезу либо оксюморон.